# Ganache

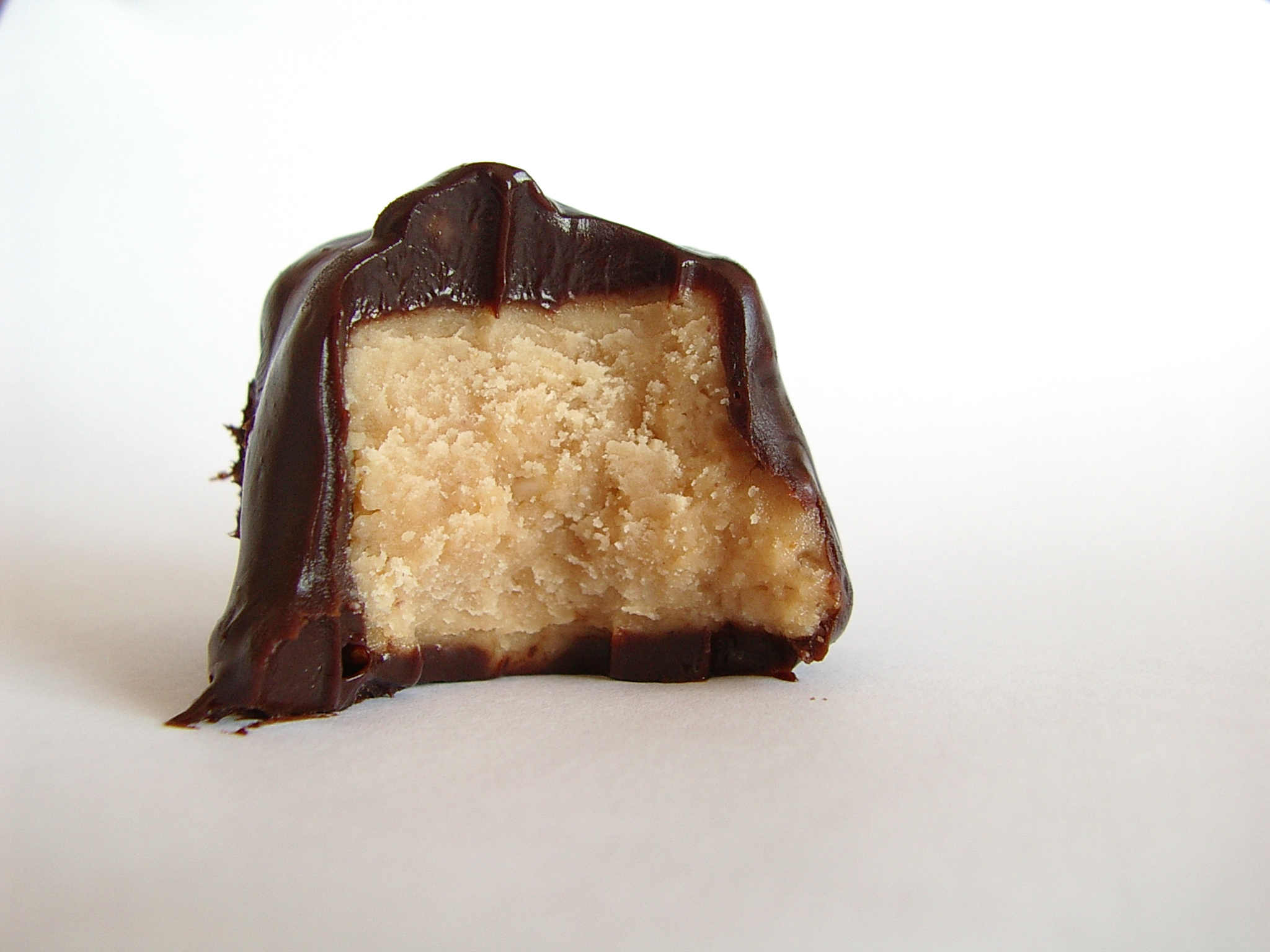
Fudgebit täckt med ganache

Ganache är en blandning av grädde och choklad som används som fyllning eller glasyr i chokladpraliner och tårtor. Ganache kan även vara smaksatt, till exempel med kaffe eller likör. Ganache skall vara slätare och mindre söt än fudge.
Normalt sett häller man den upphettade grädden över den finhackade chokladen och rör till jämn smet.
Förhållandet är 1:1 - 1:2 för grädde och choklad beroende på hur tjock man vill den skall bli. Om man tillsätter honung eller smör så blir ganachen glansigare, vilket kan vara lämpligt på till exempel tårtor. 